# UD Melilla
Union Deportiva Melilla – hiszpański klub piłkarski, grający w Segunda División B, mający siedzibę w mieście Melilla.

## Sezony
| Sezon   | Liga | Miejsce | Puchar Króla |
| ------- | ---- | ------- | ------------ |
| 1976/77 | 3ª   | 16.     |              |
| 1977/78 | 3ª   | 4.      |              |
| 1978/79 | 3ª   | 2.      |              |
| 1979/80 | 3ª   | 10.     |              |
| 1980/81 | 3ª   | 3.      |              |
| 1981/82 | 3ª   | 8.      |              |
| 1982/83 | 3ª   | 4.      |              |
| 1983/84 | 3ª   | 10.     |              |
| 1984/85 | 3ª   | 3.      |              |
| 1985/86 | 3ª   | 8.      |              |
| 1986/87 | 3ª   | 3.      |              |
| 1987/88 | 2ªB  | 7.      |              |
| 1988/89 | 2ªB  | 15.     |              |
| 1989/90 | 2ªB  | 2.      |              |
| 1990/91 | 2ªB  | 6.      |              |
| 1991/92 | 2ªB  | 14.     |              |
| 1992/93 | 2ªB  | 15.     |              |
| 1993/94 | 2ªB  | 15.     |              |
| 1994/95 | 2ªB  | 12.     |              |
| 1995/96 | 2ªB  | 12.     |              |

| Sezon   | Liga | Miejsce | Puchar Króla |
| ------- | ---- | ------- | ------------ |
| 1996/97 | 2ªB  | 11.     |              |
| 1997/98 | 2ªB  | 5.      |              |
| 1998/99 | 2ªB  | 1.      |              |
| 1999/00 | 2ªB  | 9.      |              |
| 2000/01 | 2ªB  | 8.      |              |
| 2001/02 | 2ªB  | 16.     |              |
| 2002/03 | 2ªB  | 14.     |              |
| 2003/04 | 2ªB  | 7.      |              |
| 2004/05 | 2ªB  | 8.      | I runda      |
| 2005/06 | 2ªB  | 8.      |              |
| 2006/07 | 2ªB  | 9.      |              |
| 2007/08 | 2ªB  | 7.      |              |
| 2008/09 | 2ªB  | 6.      | III runda    |
| 2009/10 | 2ªB  | 2.      | II runda     |
| 2010/11 | 2ªB  | 3.      | III runda    |
| 2011/12 | 2ªB  | 5.      | I runda      |
| 2012/13 | 2ªB  | 9.      |              |
| 2013/14 | 2ªB  | 8.      |              |
| 2014/15 | 2ªB  | 7.      |              |
| 2015/16 | 2ªB  | 9.      |              |

- 27 sezonów w Segunda División B
- 11 sezony w Tercera División

## Byli piłkarze
- Jonathan Mejía
- Chota